# Freestyle slalom

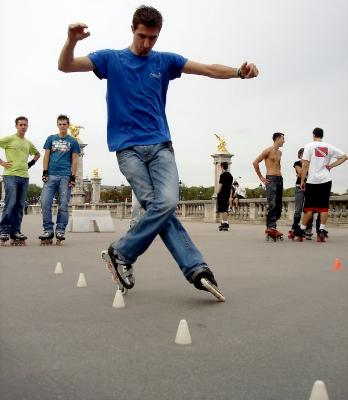
rolkarz w czasie wykonywania slalomu Les Invalids, Paryż.

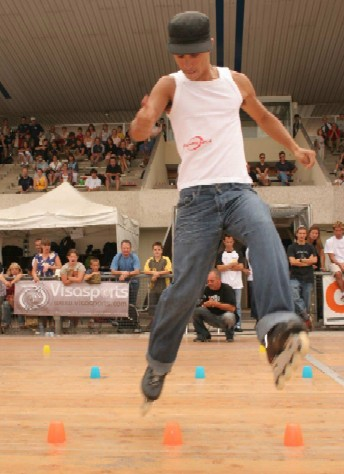
Uczestnik finałów IFSA.

Freestyle slalom – technika jazdy na rolkach polegająca na wykonywaniu efektownych trików w jeździe pomiędzy rozłożonymi w równej odległości w linii prostej pachołkami. Historia francuskiego slalomu rozpoczęła się najprawdopodobniej około 1994 roku (powstanie Narodowego Komitetu Akrobatyki Wrotkarskiej we Francji). Slalom najczęściej jeździ się na kubeczkach oddalonych od siebie co 80 cm, ale używa się także ustawienia co 50 cm oraz 120 cm.

## Rolki
Większość wrotkarzy używa łyżworolek. Częstym zabiegiem stosowanym przez rolkarzy jest tak zwane ustawienie kółek w banana, czyli przednie i tylne kółka są lekko podniesione, aby poprawić zwrotność rolki oraz krótkie szyny (219-243 mm), by uzyskać maksymalną zwrotność. Rolki do jazdy slalomu są bardzo sztywne przez co odpowiednio zabezpieczają kostkę. Coraz częściej można spotkać osoby jeżdżące slalom na rolkach z 3 kołami.

## Triki slalomowe
Poniższa lista przedstawia triki slalomowe ułożone stopniem trudności wykonania, co nie oznacza, że trików tych trzeba uczyć się zgodnie z listą.
Podstawowe
- Fish
- Snake
- Cross
- Cross Shift
- Mabrouk
- Crazy
- Total Cross

Średnio zaawansowane
- Double Crazy
- Double Crazy do tyłu
- Crazy Sun
- Nelson

- Chap Chap
- X
- X Kręcony
- X Skakany
- Nelson
- Sun
- Pendulum
- Eagle/Reverse Eagle
- Eagle Cross

Zaawansowane
- Mexican
- Italian
- Pivot
- Volte
- Wiper
- Footspin
- Special
- Oliver
- Brush
- Chicken Leg
- Cobra
- Butterfly

- Rocket
- Backwards Rocket
- Christie
- Kasatchok
- Screw
- Swan
- Corvo

## Zawody
Na zawodach Światowej Federacji Wrotkarzy Slalomowych zawodnicy mogą uczestniczyć w kilku konkurencjach:

### Battle Slalom
Każdy startujący ma do dyspozycji 4 linie kubeczków: „20 kubeczków ustawionych co 80 cm, 20 kubeczków ustawionych co 50 m, 14 kubeczków ustawionych co 120 cm i 10 kubeczków ustawionych co 80 cm”. Zawodnicy są rozdzielani na 3-4 osobowe grupy według rankingu. Każdy z nich ma 2 lub 3, 30 sekundowe przejazdy. Sędziowie wybierają po 2 najlepszych zawodników z każdej grupy, którzy przechodzą do następnej rundy itd. Najważniejszym czynnikiem wpływającym na ocenę sędziów jest poziom techniczny zaprezentowanych przejazdów.

### Classic Style Slalom
Zawodnicy mają do dyspozycji 3 linie kubeczków: „20 kubeczków ustawionych co 50 cm, 20 kubeczków ustawionych co 80 cm i 14 kubeczków ustawionych co 120 cm”. Startujący przygotowują układ tricków z podkładem muzycznym, który prezentują przez 90 sekund. Sędziowie oceniają rolkarzy na podstawie techniki, stylu, oraz zgrania z muzyką, przyznając od 0 do 130 punktów (10–60 za część techniczną i 0–70 za część artystyczną). W przypadku konkurencji classic za każdy potrącony bądź ominięty kubeczek zawodnik otrzymuje punkty karne.
Punkty karne naliczane są za:
- każdy strącony kubek – 0,5 pkt
- niezmieszczenie się w wyznaczonym czasie (01:45–02:00) – 10 pkt
- ominięcie więcej niż 5 kubków – 5 pkt
- utratę równowagi – od 0,5 do 1,5 pkt
- upadek – od 2 do 5 pkt
- upadek części garderoby – 2 pkt
- dostarczenie muzyki po terminie – 10 pkt

### Speed Slalom
Zawodnicy muszą jak najszybciej przejechać na jednej nodze, przez rząd złożony z 20 kubeczków, ustawionych w odstępach 80 cm. Startujący zaczynają z miejsca oddalonego o 12 metrów od toru. Za strącenie lub ominięcie kubka naliczane są karne 0,2 sekundy. Kwalifikacje odbywają się z wolnego startu i każdy zawodnik ma dwa pomiary czasu, przy czym jeśli strąci on lub ominie więcej niż 4 kubki, czas nie zostaje odnotowany. Następnie zawodnicy dobierani są w pary, według czasu z kwalifikacji i dalej zawody prowadzone są systemem k.o. do dwóch zwycięstw.

### Freestyle Slides
Rolkarze, po uprzednim rozpędzeniu wykonują slajdy, które są zaawansowanymi technikami hamowania. Oceniane są poziom trudności, styl oraz długość slajdu.